# Блокада (політика)
Блокада — система заходів, які застосовуються до держави шляхом порушення її зовнішніх зв'язків, щоб примусити блоковану державу виконати певні дії або утриматись від них. Блокада може бути політичною, економічною і воєнною. Політична блокада проявляється в дипломатичній ізоляції держави. Економічна блокада — ізоляція держави чи певної території з метою підриву її економіки шляхом порушення торговельних зв'язків, застосування ембарго тощо. Вона часто пов'язана з політичною та іноді з воєнною. Воєнна блокада буває: повітряна, сухопутна і морська. Воєнна морська блокада регулюється правилами морської війни (Паризькою декларацією 1856 і Лондонською 1909). В конвенціях про визначення агресії визнається як один із видів агресії блокада окремих портів або всього узбережжя якої-небудь держави без оголошення війни з метою порушення економічних та інших зв'язків країни. її часто називають «мирною» блокадою.